# Deng Adel
Deng Adel (Giuba, 1º febbraio 1997) è un cestista sudsudanese con cittadinanza australiana.

## Palmarès
- Campionato bulgaro: 1

Balkan Botevgrad: 2022-2023